# Бен-Гиат, Рут
Рут Бен-Гиат (англ. Ruth Ben-Ghiat, род. 17 апреля 1960) — американский историк и культурный критик, специалист по фашизму и авторитарным лидерам. Бен-Гиат — профессор истории и итальянских исследований в Нью-Йоркском университете.

## Биография
Рут родилась в Соединённых Штатах у отца — израильского сефарда и матери-шотландки, выросла в Пасифик-Палисейдс, штат Калифорния. Она изучала историю в Калифорнийском университете в Лос-Анджелесе и получила докторскую степень в области сравнительной истории в Университете Брандейса. Рут является членом Американской исторической ассоциации с 1990 года, и профессором истории и итальянских исследований в Нью-Йоркском университете. Она регулярно пишет для CNN, The Atlantic и The Huffington Post.
13 февраля 2023 года было объявлено, что Бен-Гиат займёт временную резидентуру в Гавайском университете в Маноа на период весны 2023 года, в честь демократических идеалов Дэна и Мэгги Иноуйе.

## Труды

### Книги
- Ben-Ghiat, Ruth. Fascist Modernities: Italy, 1922–1945. — Berkeley, CA : University of California Press, 2002.[13]
- Italian Colonialism. — 1st. — New York : Palgrave Macmillan, 2005. — ISBN 9780230606364.
- Italian Mobilities. — London : Routledge, 2015. — ISBN 9781138778146.
- Ben-Ghiat, Ruth. Italian Fascism's Empire Cinema. — Bloomington, IN : Indiana University Press, 2015.[14]
- Ben-Ghiat, Ruth. Strongmen: From Mussolini to the Present. — New York : W.W. Norton & Company, 2020.[15][16][17][18][19][20][21]

### Статьи в журналах
- Ben-Ghiat, Ruth (1997). Language and the Construction of National Identity in Fascist Italy. The European Legacy. 2 (3): 438–443. doi:10.1080/10848779708579754.
- Ben-Ghiat, Ruth (2001). The Secret Histories of Roberto Benigni's Life is Beautiful. The Yale Journal of Criticism. 14 (1): 253–266. doi:10.1353/yale.2001.0002.
- Ben-Ghiat, Ruth (2005). Unmaking the Fascist Man: Film, Masculinity, and the Transition from Dictatorship. Journal of Modern Italian Studies. 10 (3): 336–365. doi:10.1080/13545710500188361.
- Ben-Ghiat, Ruth (2006). Modernity is Just Over There: Colonialism and the Dilemmas of Italian National Identity. Interventions: International Journal of Postcolonial Studies. 8 (3): 380–393. doi:10.1080/13698010600955883.
- Ben-Ghiat, Ruth (2015). The Imperial Moment in Fascist Cinema. Journal of Modern European History. 13 (1): 59–78. doi:10.17104/1611-8944_2015_1_59.
- Ben-Ghiat, Ruth (2017). Realism in Transition, 1940-43. The Italianist. 37 (3): 407–415. doi:10.1080/02614340.2017.1409307.

### Диссертация
- Ben-Ghiat, Ruth (1991). The formation of a Fascist culture: the Realist movement in Italy, 1930–43 (Thesis). Waltham, MA: Brandeis University. OCLC 35153484.